# Vasile Sfetcu
Vasile Sfetcu (n. 10 mai 1937, Ploiești, România – d. 16 septembrie 2016, Constanța, România) a fost un jucător (portar) și antrenor de fotbal român.

## Cariera de jucător
Vasile Sfetcu s-a născut pe 10 mai 1937 la Ploiești, România, începând să joace fotbal la juniori în 1951 la clubul local, Metalul, după care a evoluat ca portar la Petrolul Ploiești unde a debutat în Divizia A la 24 noiembrie 1954 într-un meci jucat în deplasare împotriva Metalului Hunedoara, terminat cu o înfrângere (scor 1-3).  A jucat apoi un sezon la Metalul 1 Mai Ploiești în Divizia B, apoi a revenit la Petrolul, echipă la care, în primele două sezoane, a câștigat două titluri consecutive în Divizia A (în 1957–58 și 1958–59), fiind folosit de antrenorul Ilie Oană în 17 meciuri în primul sezon, respectiv în 20 de meciuri în al doilea sezon.
Sfetcu a fost folosit titular de antrenorul Oană pentru „ Lupii galbeni” în victoria cu 6–1 împotriva Siderurgistului Galați din finala Cupei României 1963, până în minutul 85, când a fost înlocuit de Mihai Ionescu.
De asemenea, a câștigat cu echipa un al treilea titlu de campion în Divizia A  în sezonul 1965. –66, fiind folosit de antrenorul Constantin Cernăianu în 5 jocuri.
Ultima apariție ca jucător în Divizia A a lui Vasile Sfetcu a avut pe 26 martie 1969 într-o înfrângere cu 2-0 în deplasare împotriva UTA Arad.
Sfetcu are un total de 161 de meciuri jucate în Divizia A, precum și 16 meciuri în Cupa României. De asemenea, a jucat în 14 meciuri din competițiile europene (în Cupa Campionilor Europeni 6 jocuri, în Cupa Cupelor 1 joc și în Cupa Orașelor Târguri 7 jocuri).

### Cariera internațională
Vasile Sfetcu a jucat trei meciuri pentru Echipa națională de fotbal a României, debutând pe 30 septembrie 1962, când antrenorul Constantin Teașcă l-a trimis pe teren în minutul 80 pentru a-l înlocui pe Gheorghe Dungu⁠(d) într-un amical care s-a încheiat cu o victorie cu 4-0 împotriva Marocului.
Al doilea meci a fost o înfrângere cu 6-0, în deplasare, la 1 noiembrie 1962, împotriva Spaniei la calificările pentru Cupa Națiunilor Europene din 1964.
Ultima sa apariție în poarta naționalei României a fost tot la un meci amical împotriva Marocului, care a avut loc pe 23 decembrie 1962, în deplasare, și care s-a încheiat cu o înfrângere cu 3-1. În acel ultim meci internațional, Sfetcu l-a înlocuit pe Ion Voinescu  în minutul 40.

## Cariera de antrenor
După încă trei sezoane petrecute ca jucător la Metalul Plopeni în ligile inferioare, Sfetcu s-a retras din cariera de jucător și a început cariera de antrenor la echipele de juniori ale Petrolului și ale altor cluburi din județ, după care s-a stabilit la Constanța, unde a pregătit alte câteva echipe din zonă: IMU Medgidia, Șoimii Cernavodă⁠(d) și CFR Constanța.
Vasile Sfetcu a murit la 16 septembrie 2016, în Constanța, la vârsta de 79 de ani. A fost înmormântat în cimitirul de la Agigea.

## Titluri obținute

### Ca jucător
Petrolul Ploiești
- Divizia A: 1957–58, 1958–59, 1965–66
- Cupa României: 1962–63 [5]

Metalul Plopeni
- Divizia C: 1970–71